# Rumbach Sebestyén utca
Pour les articles homonymes, voir Rumbach (homonymie) et Sebestyén.
Rumbach Sebestyén utca est une rue de Budapest, située dans le quartier d'Erzsébetváros (7e arrondissement).